# AC-130空中砲艇
洛克希德AC-130空中砲艇（Lockheed AC-130 Gunship）是一個由美國空軍所操作的重型對地攻擊機系列，是以洛克希德C-130「大力士型」（Hercules）運輸機為基礎所進一步改裝而成，主要用於密接空中支援與武裝偵察等用途。AC-130裝置有各型口徑不同的機砲，乃至於後期機種所搭載的波佛斯40公釐高射砲與M102 105公釐榴彈砲等重型火砲，對於零星分佈於地面、缺乏空中火力保護的部隊有毀滅性的打擊能力。在接近半世紀的服役期間，AC-130迄今共出現過六種不同的版本，分別是洛克希德負責改裝的AC-130A/E/H三型，與由洛克威爾（Rockwell）操刀的中期版本、AC-130U「幽靈II式」（Spooky）。至於最新一代的則為洛克希德負責改裝的AC-130W「螫刺II式」（Stinger II）與AC-130J「幽靈騎士式」（Ghostrider），新加入了導向飛彈與精準炸彈的發射能力，成為具有視距外作戰能力的機種。

## 歷史

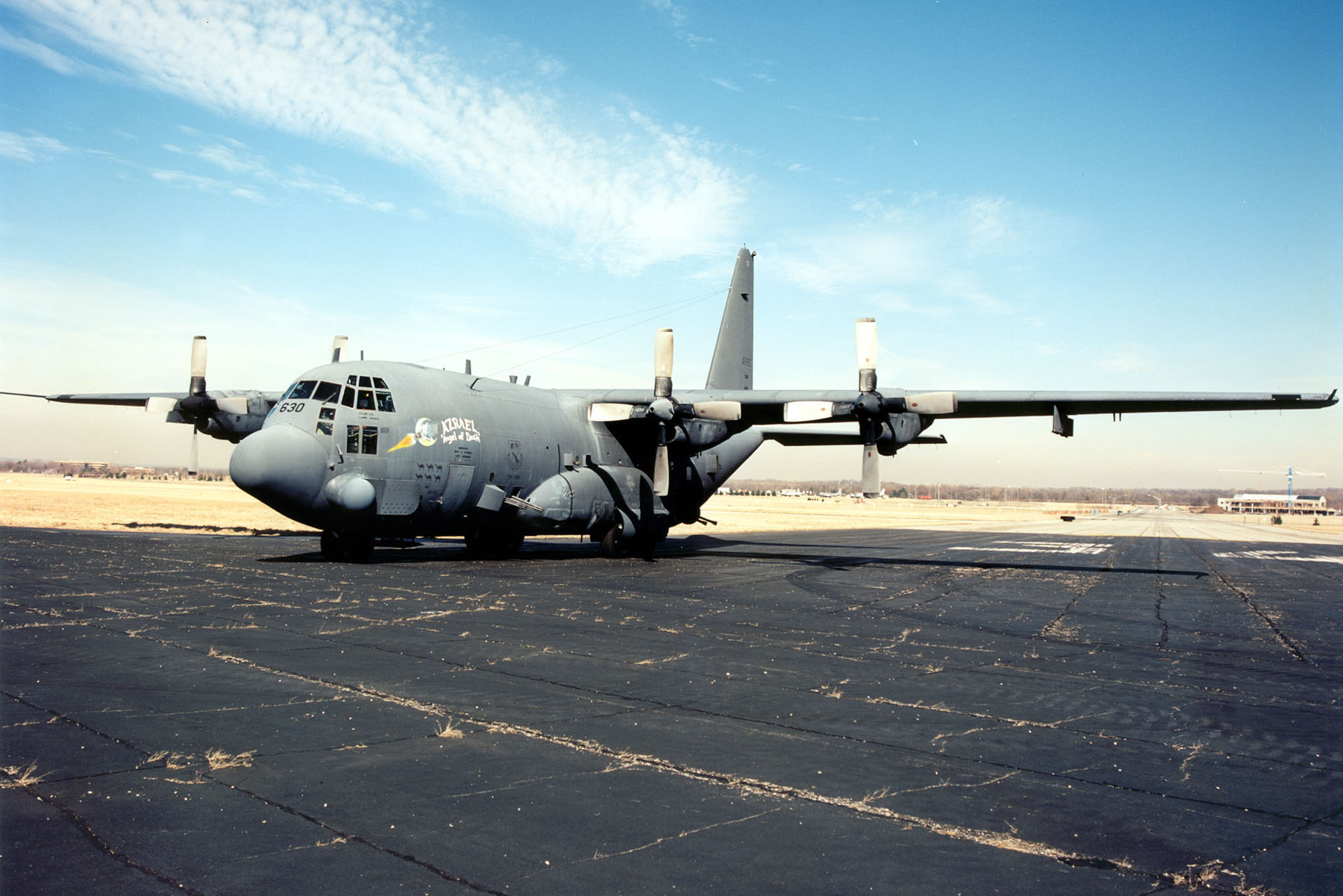
一架停在地面作為展示用途的AC-130A

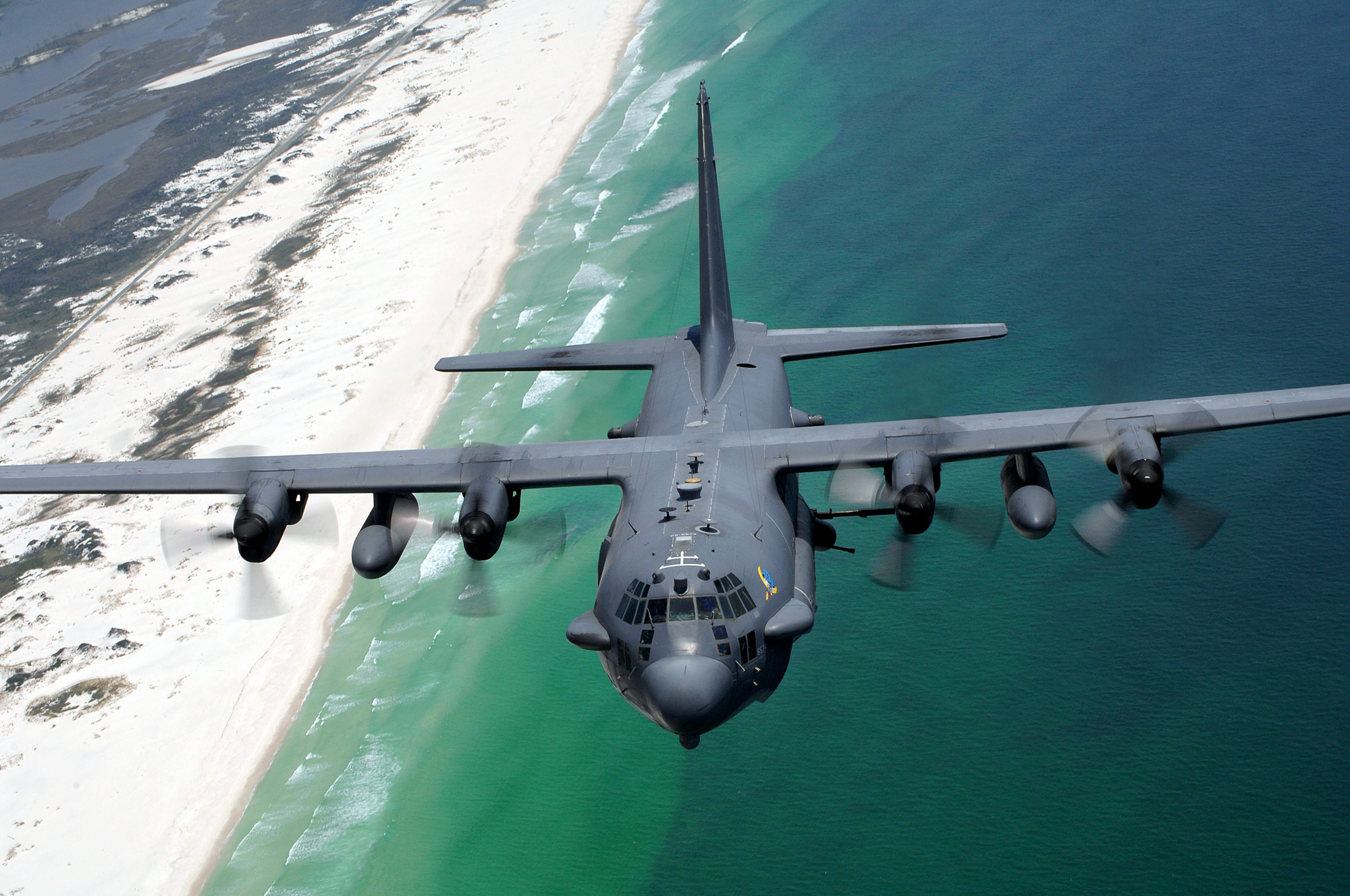
一架飛越在佛羅里達州海岸線上空的AC-130H

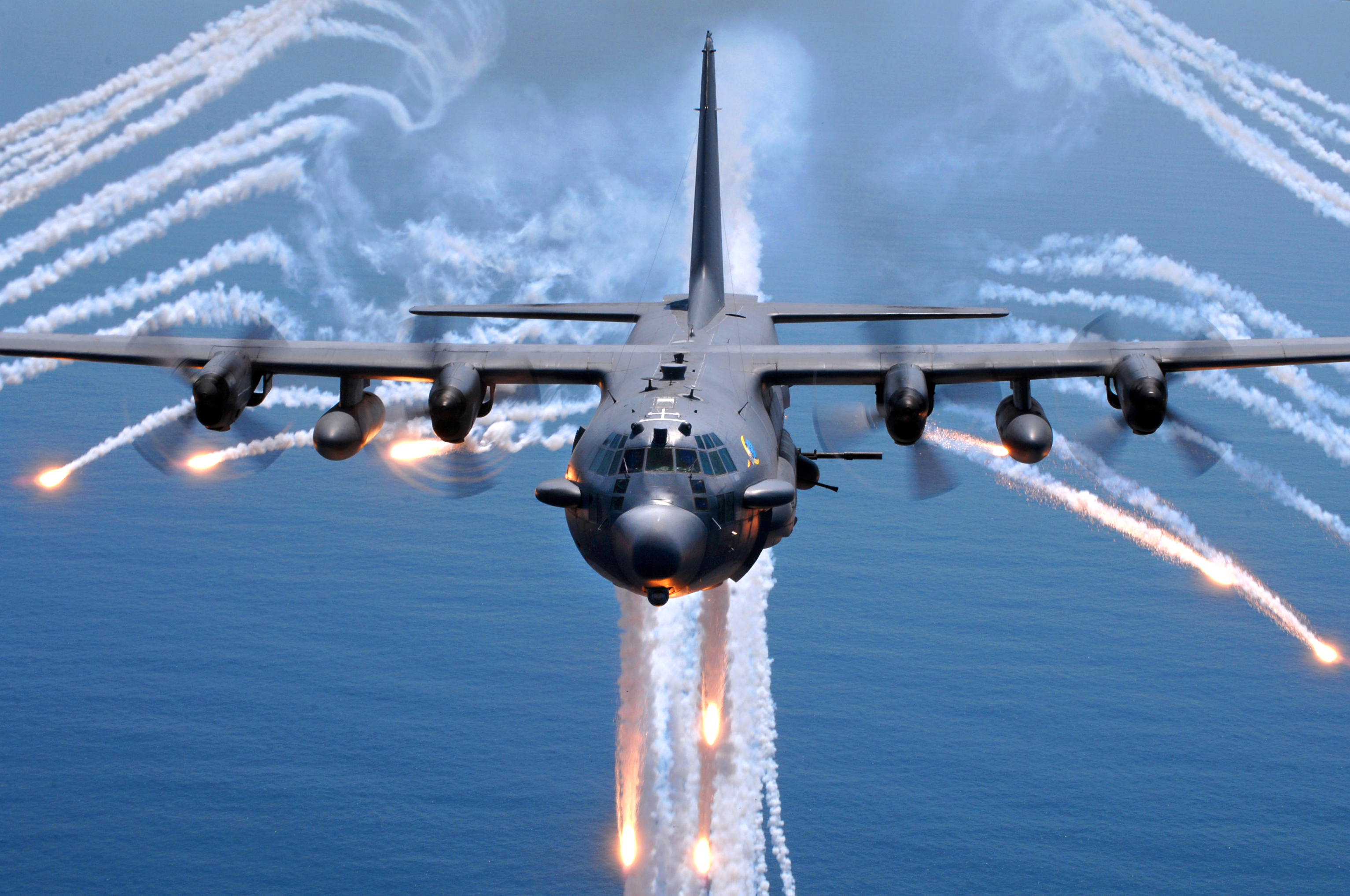
一架隸屬於美國空軍第16特種作戰中隊的AC-130H在編隊訓練中投射熱焰彈

### 早期的空中砲艇概念
AC-130的發展源起於越戰。從越戰早期的戰場經驗中，美國空軍意識到他們需要一架能快速地飛抵戰場，並以集中火力殲滅零星地面抵抗的工具。最早的空中砲艇一代（Gunship I）改裝，是以一架道格拉斯C-47運輸機為基礎所改良，綽號魔法龍帕夫（Puff, the Magic Dragon）的AC-47「幽靈」式（Spooky）空中砲艇，裝備3挺M134迷你砲機槍，之後美國空軍又以費爾柴德C-119「飛行篷車」（Flying Boxcar）運輸機為基礎開發了AC-119G「暗影式」（Shadow）與AC-119K「蟄刺式」（Stinger）空中砲艇，前裝備4挺M134迷你砲機槍，後加裝2門M61火神式機砲。

### AC-130A
1965年時，美國空軍的航空系統部（Aeronautical Systems Division）開始將第13架次的量產型C-130A（機身編號54-1626）改裝成空中砲艇二代標準，改裝範圍包括加裝4門20公釐M61火神式機砲、4挺7.62公釐M134火神炮、熱焰彈發射裝置及改良過的目視瞄準系統，這架試驗機在1967年末於越南進行實測成功之後，LTV電子系統（LTV Electrosystems）立刻獲得一紙合約，將7架JC-130A飛彈追蹤機改裝為AC-130A，實際量產版本的AC-130A擁有與試作機相同的火力設定，但多了包括APQ-133信標追蹤器、AN/APQ-136移動目標顯示雷達（MTI radar）與新式的類比式電腦及其他感測設備。在1968年底之前，已有4架AC-130A開始在駐紮於泰國烏汶（Ubon）的第14空中突擊大隊（14th Air Commondo Wing）服役。之後，空軍試驗性地在一架C-130上裝上兩具電腦火控的M1 40公釐70倍徑機炮，以取代原本的20公釐M61火神式機炮（Surprise Package，「驚喜套件」計畫），並又在「快速鋪路」計畫（Pave Pronto program）中根據前述標準追加改裝了9架C-130A，並加強其雷達與火砲控制系統。

### AC-130E/H鬼怪式
由於AC-130計畫的成功，美國空軍在「鋪路鬼怪」（Pave Spectre）計畫中將11架C-130E改裝為空中砲艇，而成為AC-130E「鬼怪」式（Spectre）。新的規格包括更重的裝甲、包括APQ-150信標追蹤雷達在內的更優異航電功能、與更大的載彈量。自1973年起，10架在戰火中倖存的AC-130裝上了升級版的艾利森（Allison）T56-A-15渦槳發動機，成為AC-130H。AC-130在越戰期間的最後一次改良，是在「鋪路神盾」（Pave Aegis）計畫中，換上了火力驚人的105公釐M102榴彈炮與雷射瞄準定標器。
在越戰結束之後，所有倖存的AC-130A與AC-130H型機全都返回美國本土，由駐紮於佛羅里達州艾格林空軍基地（Eglin AFB）的第1特殊任務大隊（1st Special Operation Wing）操作。原本機上所裝的前射與後射機砲陸續被撤除，並在1978年時加裝空中加油口。在1990年代前期的「特殊任務火力加強」（Special Operations Force Improvement, SOFI）計畫中，這些AC-130H改裝了最現代化的各種感應器、火控電腦、電子反制裝置（ECM）與導航、通訊設備。
在越戰之後AC-130曾陸續參與過包括1983年10月時美軍出兵格瑞納達的緊急狂暴行動（Operation Urgent Fury），1989年出兵巴拿馬的正義之師行動（Operation Just Cause），與1991年的沙漠風暴行動（Operation Desert Storm）。有5架AC-130H曾參與過沙漠風暴行動，負責在夜間任務中攻擊地面目標，但不幸折損了其中一架。之後，又有另一架AC-130H在1994年美軍出兵索馬利亞時折損。除此之外，AC-130H也曾在波士尼亞的北約維和任務中，進行過夜間巡邏任務。
機齡老舊的5架AC-130A在1995年9月10日時全部除役，軍方還正式替它們舉辦了一場紀念儀式。在5架退役的飛機中，機尾編號53-3129、暱稱為「第一夫人」（The First Lady）的AC-130A其實是以1953年時第一架從洛克希德位於喬治亞州的廠房滑出的C-130原型機改裝而來。在除役後第一夫人號被安置在艾格林空軍基地武器博物館中，作為永久展覽用途。
但較新穎的AC-130H則在改過編號的第16特戰中隊中繼續服役，駐紮於佛羅里達州赫伯機場（Hurlburt Field）。
自從升級為AC-130E並取消了前向與後向的機砲之後，AC-130的武裝就全都集中在機身左舷側。因此，當AC-130在進行攻擊時，是以逆時針方向圍繞著欲攻擊的目標繞圈旋轉，以便施予定點目標集中且來自四面八方的密集砲火，瞬間將地面武力瓦解。在越戰期間，AC-130機群共擊毀超過10,000輛的敵軍車輛。

### AC-130U幽靈II式

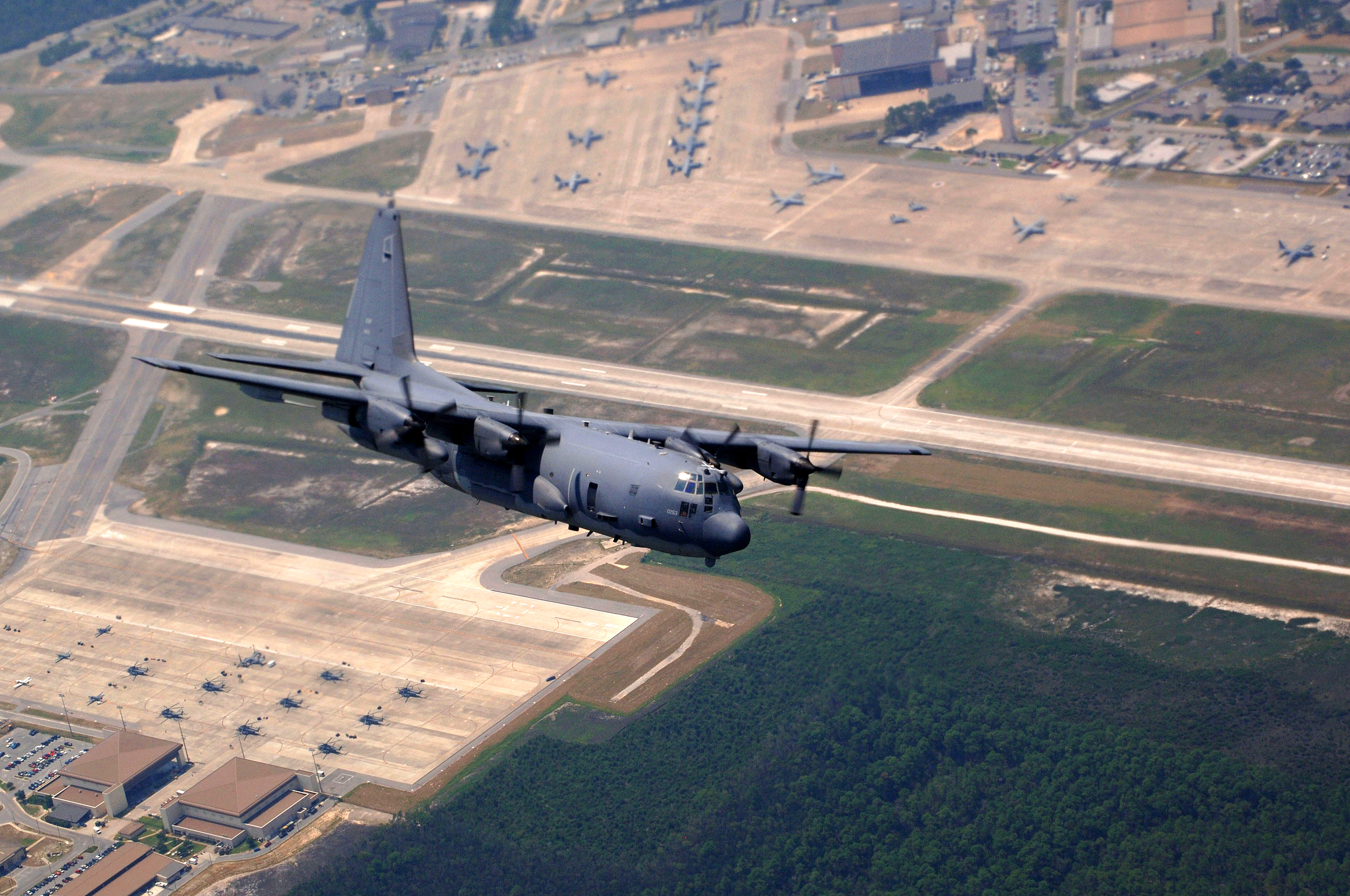
AC-130U在訓練任務中飛越第4特戰中隊的主場──赫伯機場

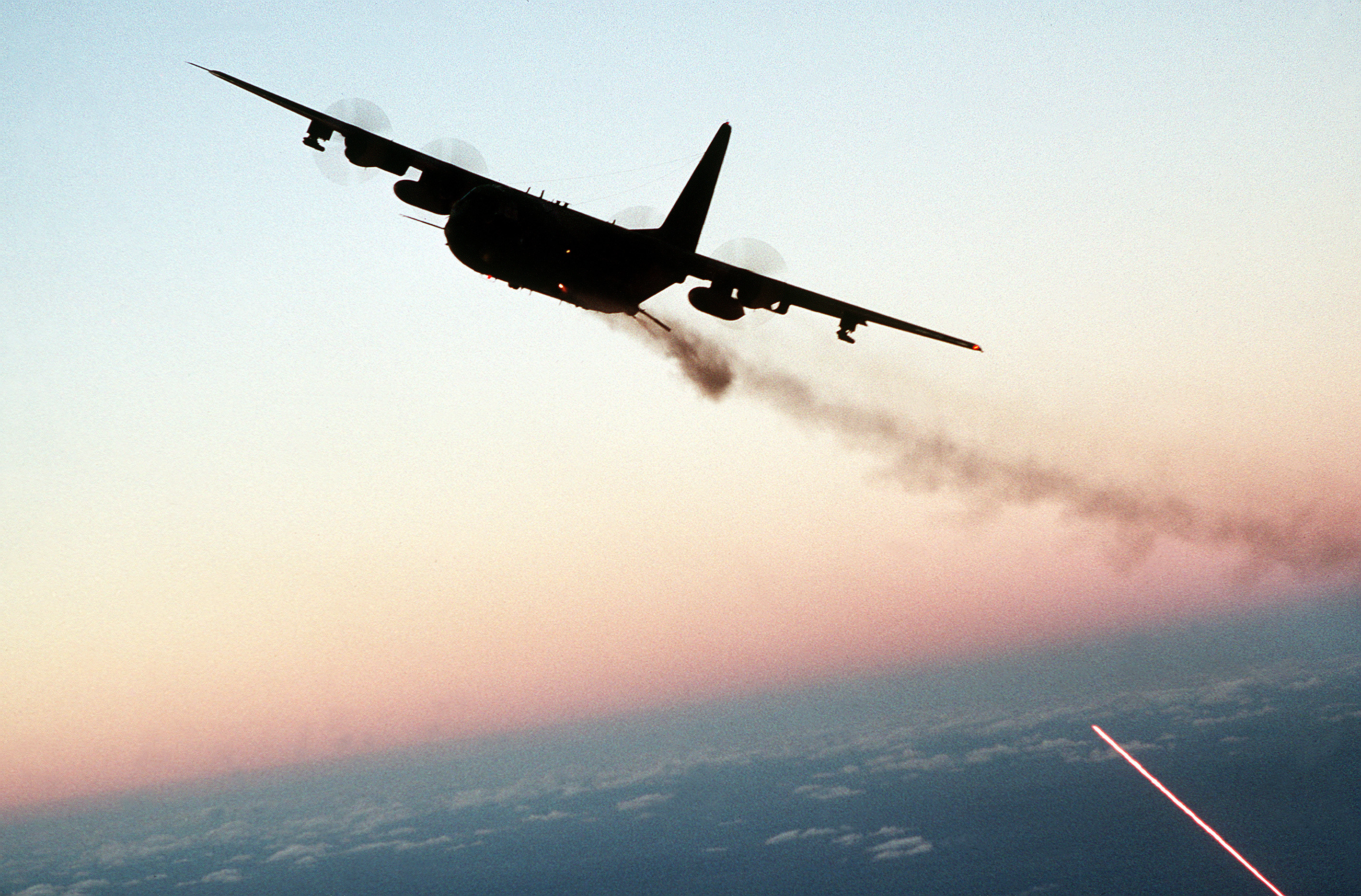
在赫伯機場上空一邊轉向一邊進行火力試射的AC-130

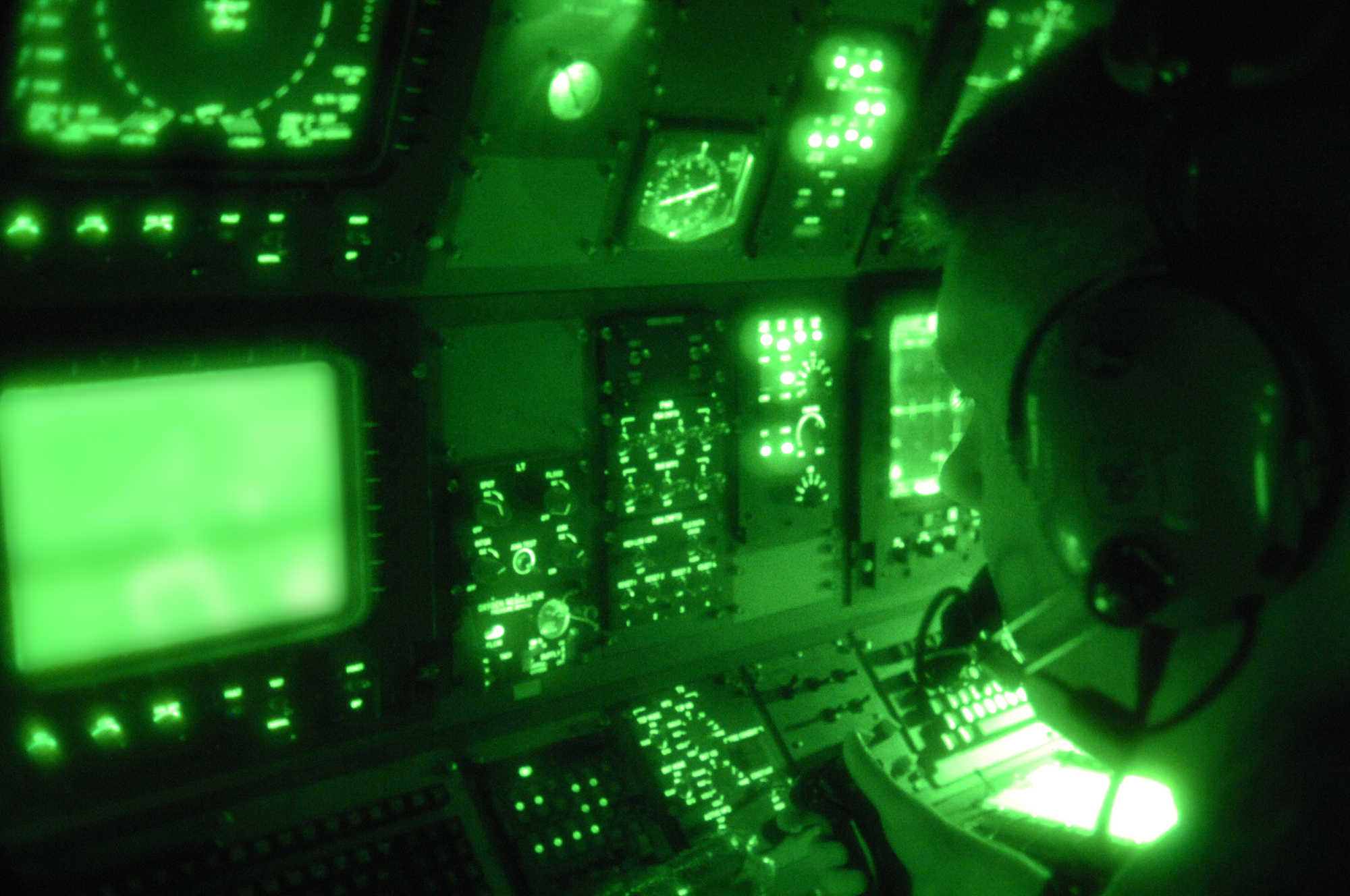
AC-130U機上的偵察設備操作員正在進行飛行前的檢查

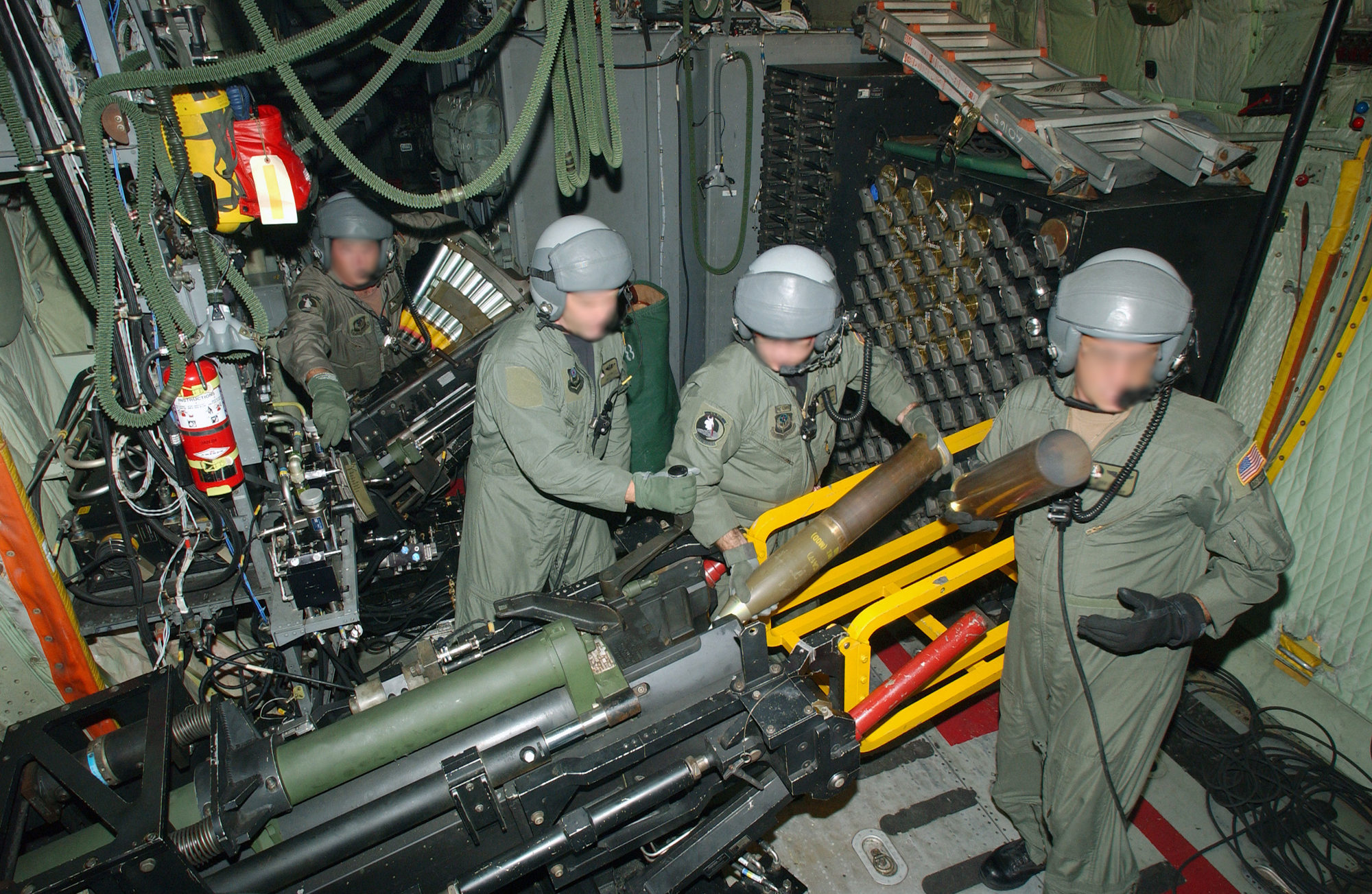
AC-130U上的武器人員正在裝填40公厘博福斯砲（後方）與105公釐榴彈砲（前方）的彈藥

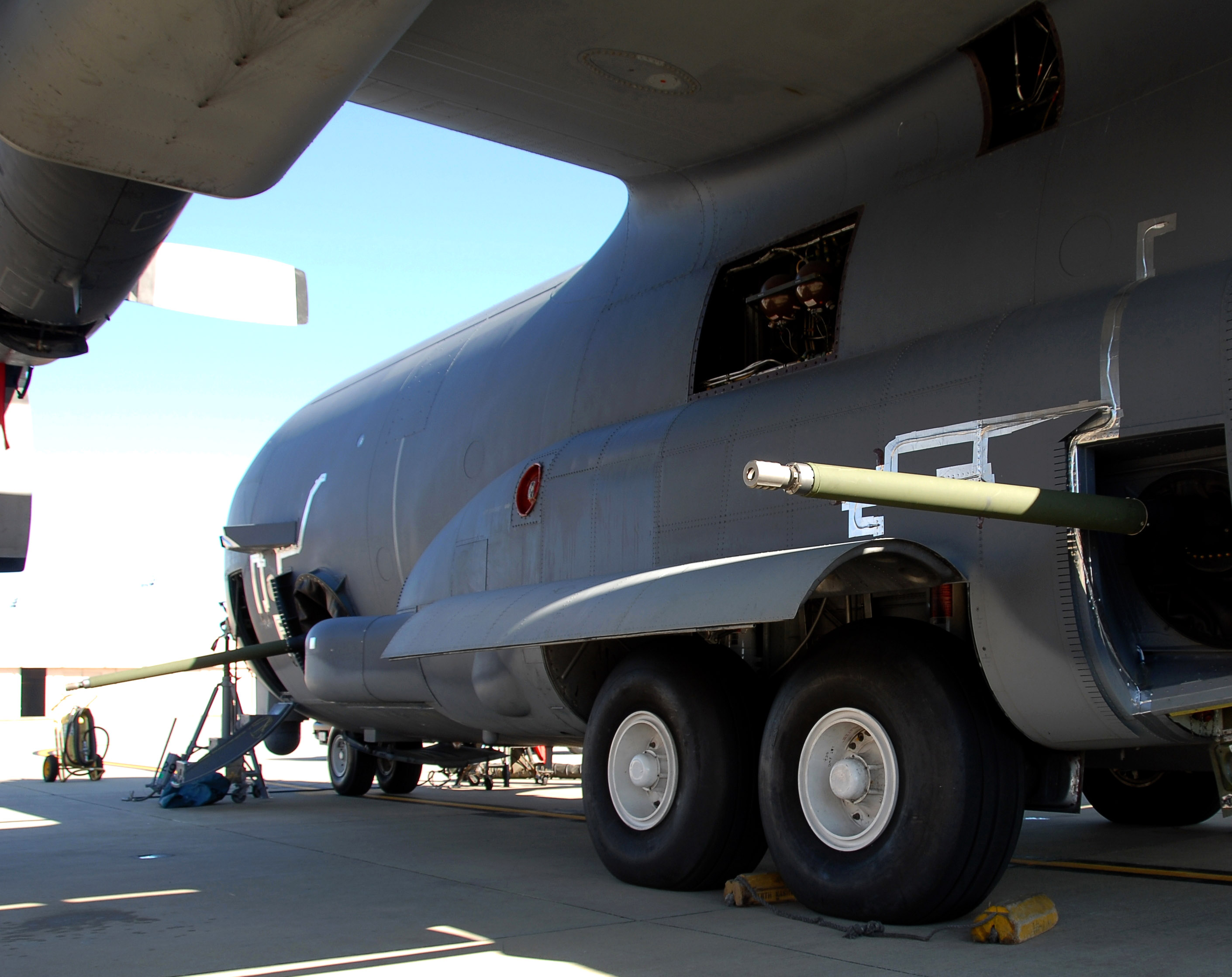
正在AC-130U上進行測試，之後被用於取代機上20公釐與40公釐兩種火砲、空軍版本被命名為GAU-23/A的Mk 44巨蝮二式鏈炮（Bushmaster II）機砲。

相較於越戰時代開始發展的幾型AC-130前期版本，AC-130U「幽靈II式」（Spooky）空中砲艇是在1980年代中期才開始發展。為了活化特殊任務部隊的作戰能力，1987年7月洛克威爾獲得合約開始新機種的建造，以13架新出廠的C-130H為基礎進行武裝化，而第一架AC-130U是在1990年12月20日首度試飛，並自1991年9月起在加州的愛德華空軍基地（Edwards AFB）進行密集測試。
同樣是使用四具艾利森T56-A-15渦輪螺旋槳發動機，AC-130U的武裝包含了1門側向的M1博福斯40公釐70倍徑機炮（Bofors cannon）與M102 105公釐榴彈砲，但原本在AC-130H上的2門M61火神式機砲被單一的一門25公釐GAU-12平衡者機炮所取代，擁有3,000發彈藥，這門新機炮裝置在一具有學習功能的砲座上，擁有高達每分鐘1800發的自動填彈能力，射程超過12,000呎（3657公尺）。
除了強大的火力外，新版的空中砲艇也在電戰能力上擁有大幅的提升，主要的設備包括休斯AN/APQ-180主要火控雷達（是F-15E打擊鷹式戰鬥轟炸機上的APG-70之衍生版本），德州儀器AAQ-117前視紅外儀（FLIR），波爾航太（Ball Aerospace）附有雷射定標儀與測距功能的全主動微光夜視攝影機（All-Active Low-Light-Level TV，裝置在機首下方突起的砲座上，擁有360度的環景視野）與洛克威爾ALQ-172電子干擾器及其他反制干擾物（熱焰彈等）的發射裝置。以4架IBM IP-102任務電腦串連起來的主控單元讓AC-130擁有同時攻擊兩個目標的能力，而組合了慣性導航系統與美國國防部的導航之星（NAVSTAR）全球衛星定位系統，提供AC-130U全天候的任務飛行能力。由於設有加壓艙，AC-130U能巡航於較高的空域以降低巡航時的油耗，進而提升最大航程。
由於機上裝置有大量的武器與設備，AC-130是美國空軍所擁有有攻擊武力的機種中操作人員數最多的一架。其中AC-130U需要13名人員，包括5名軍官（駕駛與副駕駛、導航員、火控官與電戰官）與8名士兵（飛航工程師、微光夜視系統操作員、紅外線偵察設備操作員、4名砲手與1名填彈手）。至於AC-130H則因為多了一具機砲，因此成員數也比AC-130U還多，為14人。

### 未來發展
為了強化AC-130砲艇的攻擊火力與戰場生存率，2005年起空軍特種作戰司令部（AFSOC）也開始評估在AC-130上換裝120公釐火炮系統。除了擁有更遠的攻擊距離與較佳的破壞力／重量比之外，120公釐的主砲能與美國其他軍種所使用的彈藥擁有更高的通用性（例如陸軍的M1主力戰車的M256戰車炮）。除此之外，軍方也在評估替AC-130裝上例如AGM-65飛彈、AGM-88反輻射飛彈、AGM-114飛彈之類擁有視距外打擊能力的武裝系統，提升該機種的使用彈性與戰力。另外，為了簡化目前同時配置有20公釐與40公釐兩種火砲系統所造成的彈藥補給問題，軍方也正在實際測試以GAU-13機砲、Mk 44機砲機砲同時取代20、40公釐兩種火砲的可行性。然後Mk 44的空軍版本被命名為GAU-23/A，並且有一門與AGM-114搭載在AC-130的最新型：AC-130W“毒刺II”與AC-130J“幽靈騎士”以上。

## 服役狀況
迄今為止，美國空軍共有22架各型AC-130處於服役狀態。其中包括8架AC-130H，與13架配屬到美國空軍第16特種作戰大隊第4特戰中隊的AC-130U、1架新生產的AC-130J。

## 技術規格
参考资料：USAF Fact Sheet
基本信息
- 机组：13

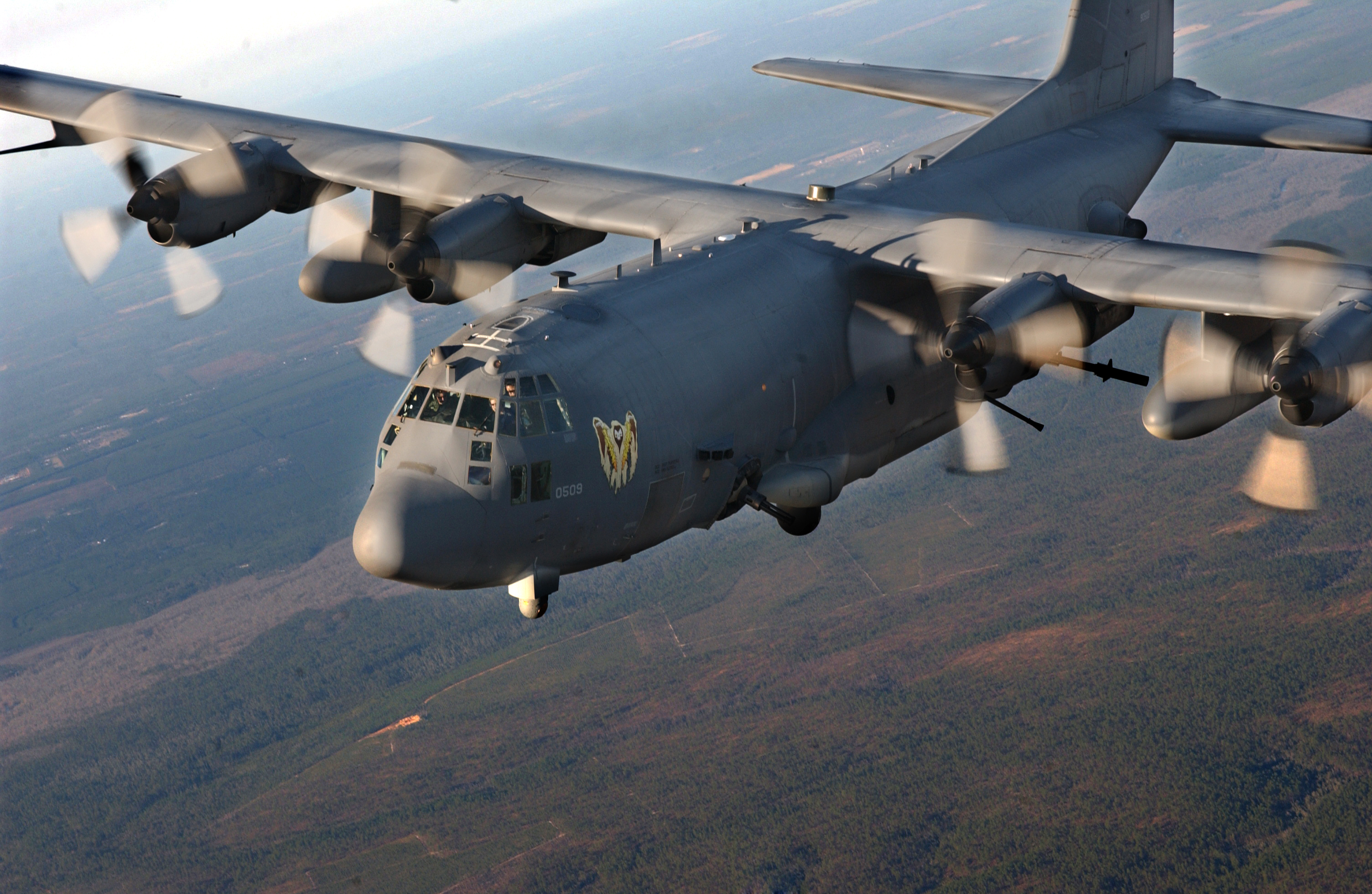
AC-130U幽靈II式攻擊機

  - 駕駛: 5 (駕駛, 副駕駛, 導航官, 武器官, 電子官)
  - 兵員: 8 (工程師,攝影機監視員, 紅外線操作員, 裝彈員, 四名砲手)
- 長度：97英尺9英寸（29.79）
- 翼展：132英尺7英寸（40.41）
- 高度：38英尺6英寸（11.73）
- 机翼面积：1,745.5平方英尺（162.16平方）
- 总重：122,400磅（55,520）
- 最大起飛重量：155,000磅（70,307）
- 发动机：4台Allison T56-A-15渦輪螺旋槳引擎，每台4,910匹軸馬力（3,660千瓦特）(具)
- 螺旋桨：4桨叶恆速螺旋槳

性能
- 最大速度：260節（299英里每小時；482每小時）
- 航程：2,200海里（2,532英里；4,074）
- 升限：39,000英尺（12,000）

武器

AC-130A專案砲艇機II式：
- 4×7.62毫米M134迷你砲機槍
- 4×20毫米M61火神式機炮

AC-130A驚喜套件、彈指鋪路套件及AC-130E鋪路幽靈式：
- 2×7.62毫米M134迷你砲機槍
- 2×20毫米M61火神式機炮
- 2×波佛斯40公釐高射砲

AC-130E鋪路神盾式
- 2×20毫米M61火神式機炮
- 1×M1波佛斯40公釐高射砲
- 1×M102 105毫米榴彈炮（英语：M102 howitzer）

AC-130H毒刺式：
（2000年前）
- 2×20毫米M61火神式機炮
- 1×波佛斯40公釐高射砲
- 1×M102 105毫米榴彈炮

（2000年升級後）
- 1×通用電氣GAU-12 25毫米機炮
- 1×波佛斯40公釐高射砲
- 1×M102 105毫米榴彈炮

AC-130U 幽靈II式
- 1×通用電氣GAU-12 25毫米機炮
- 1×波佛斯40公釐高射砲
- 1×M102 105毫米榴彈炮

AC-130W毒刺II式/AC-130J 幽靈騎士式
- 1×ATK GAU-23/A“巨蝮二式”30毫米鏈炮[9]
- 1×M102 105毫米榴彈炮（AC-130J幽靈騎士2017式）[10][11][12]
- 「快槍手」武器發射管可裝AGM-176獅鷲飛彈和GBU-44/B毒蛇導引炸彈（10發）[13]
- 翼下掛載AGM-114地獄火飛彈、GBU-39小直徑炸彈及GBU-53/B小直徑炸彈[13]（4枚BRU-61/A掛於一個掛架上）[14][15]

航電

AC-130H幽靈式
- 任務系統:
  - 诺斯洛普·格鲁门公司 AN/APN-241 多模式導航雷達 – 衍生於 AN/APG-66 雷達 (用於F-16A早期戰機上) 支援導航和空對地單脈沖地面測繪 (MGM), 杜普勒波束清晰化能力 (DBS),高解析合成孔径雷达 (SAR), 地形規避/地形追蹤 (TA/TF), 地表測量(SKE), 海上探測，天氣/湍流探測，風切變警報和彈道風偏測量（用於精確投彈）[16]
  - 摩托羅拉公司 (現在供應商換成通用動力) AN/APQ-150 信標跟踪雷達 (BTR) – 裝於單側機身的此款雷達設計用於搜索，獲取和跟踪位於10海浬內友軍發送的位置地面信標信號（X波段轉發器），信標用作地面部隊的參考點，使本機具有準確打擊目標能力 (導引 40 mm 機砲 和105 mm 榴彈砲)[17][18]
  - 立方體公司 AN/ARS-6 人員定位雷達 (PLS) – 附於雷達導航套件包內[18]
  - 雷神公司 AN/AAQ-26 紅外線偵查套件包 (IDS) – 長波紅外線 (LWIR) 波段 追蹤能力 (FLIR) (掛於後艙門)[18][19]
  - 通用電力公司 (現在供應商換成洛克希德馬丁) AN/ASQ-145低亮度電視 (LLLTV) – 接收火控系統攝影機畫面 (CCD-TV), AN/AVQ-19 激光目標指示器 (LTD/R – 1064 nm 激光發射器，具有永久預設的PRF代碼) 使用護眼模式(1570 nm 以下波長), AN/AAT-3 環境溫差夜視器 (ATI – 寬波 860 nm 雷射描繪), 紅外線變焦激光照明器指示器(IZLID空用版 860 nm 窄光束激光指示標記和照明器配合 AN/PEQ-18) (附掛於人員艙門外)[17][18]
- 導航系統:
  - 瑞恩公司 (現在供應商換成诺斯洛普·格鲁门公司) AN/APN-218 雷達 – doppler navigation 雷達[18]
- 內建系統:
  - AN/APN-59 雷達 –搜索和天氣雷達[18]

AC-130U幽靈II式
- 任務系統:
  - 雷神公司 AN/APQ-180多模式攻擊雷達 – 一種 AN/APG-70的強化版雷達 (用於F-15E打擊鷹式戰鬥轟炸機) 結合多種增強型空對地模式，如固定目標航跡，地面移動目標指示和航跡，炸彈撞擊點位置推算，信標航跡和天氣檢測[18][20][21]
  - 雷神公司 AN/AAQ-26 IDS – 一種LWIR FLIR 紅外線偵測器，安裝在前起落架門的左舷側[18][19]
  - 洛克希德馬丁公司 AN/AAQ-39 多光譜傳感器系統 (GMS2) – EO/IR火控系統由中波紅外（MWIR）FLIR，兩個圖像強化電視（I2TV）攝像機組成(CCD-TV), 具有眼睛安全模式的激光目標指示器/測距儀（1064和1570納米雙模激光發射器）和近紅外（NIR）激光指示器/標記器（860納米激光發射器）安裝在起落架舷艙下方[22]
- 內建系統:
  - 馬可尼電子系統 全亮度電視 (ALLTV) –接收火控系統攝影機畫面 CCD-TV, 也接收激光目標指示器/測距儀 (LTD/RF – 1064 nm 具有飛行中可編程PRF代碼的激光發射器) 畫面 和雷射地形描繪畫面 (LIA – 860 nm 雷射器)[18]
- 飛彈防禦系統:
  - 雷神公司 AN/ALR-69 – 數位化雷達警告裝置 (RWR)[20][23]
  - L-3通訊公司 AN/AAR-44 – UV基礎的飛彈來襲警告系統 (MAWS)[24]
  - ITT Exelis公司 AN/ALQ-172 – 數字射頻存儲器 (DRFM) 一種電子戰干擾裝備 (ECM) 屬於整合電子戰(EW)範疇的裝備可以讓機體擁有瞬間同時完成檢測，處理，警告，優先級，干擾、威脅顯示的自我保護能力[20][25]
  - BAE Systems AN/ALQ-196 低頻率干擾機 (LBJ) – 低頻率 ECM干擾發射器[26]
  - 诺斯洛普·格鲁门公司 AN/AAQ-24復仇者–雷射型紅外線照射警告器 (DIRCM) (安裝在左舷和右舷機身上)[27]
  - BAE Systems AN/ALE-47 飛彈防禦器系統 (CMDS) – 發射鋁箔誘餌和熱焰彈[28]

## 其他

### 流行文化

#### 电影
- 在美國2007年動作電影《變形金剛》當中，當美國陸軍特戰部隊的藍尼隊長（Captain Lennox，由喬許·杜默飾演）與他的隊員在卡達的沙漠中遭到狂派機器人蠍子（Scorponok）的襲擊而潰不成軍時，他們叫來了一架AC-130U前來馳援而將敵人擊退。
- 在2013年上映的美國動作片《孤独的生还者》（Lone Survivor）劇情後段，有AC-130H/U登場支援救援行動的片段。
- 在美國動作電影《全面攻佔：倒數救援》當中，美國總統班傑明·亞瑟（由艾伦·艾克哈特飾演）和韓國李總理（由沈庚（심경）飾演）正在白宮會晤時，一架不明AC-130空中砲艇突然飛進華盛頓特區，擊落兩架前來驅離的F-22猛禽戰鬥機後，開始用兩門空對地機槍對白宮一帶掃射。

#### 电子游戏
- 在電腦/電視遊樂器射擊遊戲（Call of Duty 4: Modern Warfare）的“死神天降”關卡（Death From Above）中，玩家可以扮演AC-130上的砲手，使用機上的紅外線熱成像或微光夜視系統支援被困在地面上的友軍，攻擊追緝與攔截的敵軍。類似的橋段也陸續出現在其續作《現代戰爭2》、《現代戰爭3》。在2019年《決勝時刻：現代戰爭》和2022年的《決勝時刻：現代戰爭II》中，在联机模式中，AC-130可以作为连杀奖励并由玩家操作。
- 在美商艺电的即时战略游戏《終極動員令：将军 绝命时刻》中，AC-130E/H會以美国阵营的将军支援能力「鬼魅砲艇機」登場 。
- 終極動員令：紅色警戒3：起義時刻盟軍新增單位，先鋒武裝戰艇機：一些盟軍官員強烈反對核發許可給這些巨大的重型支援飛行器。
- 在美商藝電的第一人稱射擊遊戲《2010》中，AC-130E/H會以空中支援武力登場。
- 在UBISOFT于2010年推出的《H.A.W.X.2》（鹰击长空2）中，玩家可以操控AC-130执行空对地掩护和攻击任务。
- AC-130作为一种支援能力在《戰地風雲3》（Battlefield 3）的資料片《Armored Kill》與其續集《戰地風雲4》本体中出現。玩家仅能操作火炮，不能驾驶。
- 在日本遊戲公司南梦宫（NAMCO）所推出的空战射击类游戏《空戰奇兵：突击地平线》（Ace Combat: Assault Horizon）中，玩家可以操控AC-130执行空对地掩护和攻击任务。
- 在手機遊戲《殭屍砲艇》（Zombie Gunship）中，玩家所操控的炮艇正是AC-130空中砲艇。
- 在Saber Interactive的第三人称射击游戏僵尸世界大战 (2019年游戏)的遊戲畫面中曾出AC-130空中砲艇對地面受感染的人群開火[29]。